# Backport
Backport – poprawka (łatka) do programu komputerowego przeniesiona z nowszej na starszą wersję programu.
Backportem jest również przeniesienie całego programu (port) z nowszego do starszego wydania całego, przetestowanego pod kątem współpracy ze sobą zestawu programów, np. dystrybucji Linuksa.
W przypadku łatek backport stosowany jest zwykle w celu usunięcia błędów wykrytych w kodzie nowszej wersji programu, a występujących również w jego starszej wersji.
Backport programu do starszej wersji dystrybucji umożliwia wykorzystanie nowszej wersji programu, bez konieczności aktualizacji całej dystrybucji albo zanim zostanie wydana jej stabilna wersja.